# Тразаріх
Тразаріх (д/н — після 504) — король гепідів у 488—505 роках.

## Життєпис
Старший син Траустіли, короля гепідів. Після загибелі останнього у війні з остготами у 488 році захопив владу в державі. Йому допоміг молодший брат Гундеріт, якого Тразаріх призначив керувати задунайськими володіннями. До 489 році приборкав старійшин гепідів. Водночас не допустив приходу до влади родича Мунда. Продовжував політику попередника щодо дотримання мирних відносин з візантійською імперією, від якої отримував щорічну субсидію.
Головною загрозою залишалося Королівство остготів, що постало в Італії. В цьому Тразаріх діяв разом з візантійцями, які контролювали Іллірик. Дипломатичні засоби не допомогли уникнути війни з остготами, що почалася 504 року. Остготи на чолі з комітом Пітцою атакували володіння Тразаріха. Спільно з остготами діяли герулии, що рухалися другим берегом Дунаю. До ворогів останнього доєднався Мунд, що у 500 році втік з королівського двору в Сірмії й став плюндрувати гепідські й візантійські володіння. 504 року в битві біля Сірмія, де на боці Тразаріха бився його брат Гундеріт та союзники-булгари, гепідське військо зазнало тяжкої поразки. В результаті остготи захопили гепідську столицю Сірмій. У 505 році в битві біля Горреум Маргі зазнали поразки візантійці, що рушили на допомогу гепідам. За цих обставин уся придунайська Гепідія була захоплена остготами.
Подальша доля Тразаріха невідома. Висловлюється думка, що колишній король поступив на службу до Візантійської імперії.